# Orliwka (obwód sumski)
Orliwka (ukr. Орлівка) – wieś na Ukrainie, w obwodzie sumskim, w rejonie szostkińskim, w hromadzie Swesa. W 2001 liczyła 1083 mieszkańców, spośród których 1045 wskazało jako ojczysty język ukraiński, 36 rosyjski, 1 mołdawski, a 1 inny.